# شرکت هواگردسازی برنارد
شرکت هواگردسازی برنارد (فرانسوی: Bernard Aircraft Company‎) یک شرکت در فرانسه بود که در اوایل قرن ۲۰ام در حوزه ساخت هواگرد فعالیت می‌کرد. این شرکت یک بار در سال ۱۹۲۷ ورشکسته شد و در نهایت تا سال ۱۹۳۵ (ملی شدن صنعت هواگردسازی فرانسه) فعالیت داشت.
برخی از هواگردهای ساخت این شرکت عبارتند از:
- برنارد اچ.وی.۴۰
- برنارد اچ.وی.۴۱
- برنارد اچ.وی.۴۲
- برنارد اچ.۵۲
- برنارد اچ۱۱۰
- برنارد اچ.وی.۱۲۰
- برنارد اچ.وی.۲۲۰
- برنارد اچ.وی.۲۲۰
- برنارد اچ.وی.۱۲۰